# Evan Penny
Evan Penny es un escultor hiperrealista canadiense, nacido el año 1953 en Sudáfrica. Trabaja con silicona pintada, pelo y aluminio para la realización de figuras humanas hiperrealistas. 

## Exposiciones
Ha expuesto sus obras de forma individual en Canadá (Calgary 1995, 1997, 2002 y 2004, Ontario 2004 y 2005, Alberta 2005, Toronto 1992, 1996, 2002, 2007 y 2012), España (Zaragoza 1999 y Barcelona 1998 y 2002), Italia (Cantanzaro 2012), Austria (Salzburgo 2011), Alemania (Tübingen 2011), Estados Unidos (Chicago 1993, Nueva York 1991, 2005, 2009 y 2011, Staten Island 1991, Flint 2007, Columbus 2007) , Japón (Tokio 2007).